# Вэнояха
Вэнояха (устар. Вэно-Яха) — река в России, протекает в Ямало-Ненецком АО. Устье реки находится в 6 км по левому берегу реки Ярудей. Длина реки — 43 км.

## Данные водного реестра
По данным государственного водного реестра России относится к Нижнеобскому бассейновому округу, водохозяйственный участок реки — Надым. Речной бассейн реки — Надым.
Код объекта в государственном водном реестре — 15030000112115300052181.